# Norbert Brox
Norbert Brox (* 23. Juni 1935 in Paderborn; † 30. September 2006 in Freiburg im Breisgau) war ein deutscher katholischer Theologe. Er war Professor für Alte Kirchengeschichte und Patrologie und Inhaber des Lehrstuhls für Historische Theologie an der Universität Regensburg.

## Leben
Norbert Brox studierte nach seiner Reifeprüfung, die er im Jahre 1955 am Gymnasium Petrinum in Brilon (NRW) absolvierte, von 1955 bis 1962 Theologie, Philosophie und Klassische Philologie in Paderborn und München und promovierte 1961 im Fach neutestamentliche Exegese. 1965 erhielt er den Kardinal-Innitzer-Preis. Nach mehreren Jahren als Assistent am Internationalen Forschungszentrum für Grundfragen der Wissenschaften in Salzburg gelang es ihm, als Nichtpriester im Jahre 1966 die Lehrberechtigung an der Katholisch-Theologischen Fakultät der Universität Graz zu erlangen.
1969 wurde er zum außerordentlichen Professor für Katholische Theologie und Religionspädagogik an der PH München ernannt. An der Katholischen Fakultät der Universität Regensburg hatte er seit 1968 einen Lehrauftrag für die Fächer Alte Kirchengeschichte und Patrologie inne. Nach einer durch seinen Laienstatus bedingten Wartefrist von sechs Jahren berief ihn die Fakultät 1973 auf den Lehrstuhl für Historische Theologie, der die von ihm bis dahin bereits vertretenen Fächer umfasste. Diese Funktion konnte er bis zu seinem Ruhestand im Jahre 2000 wahrnehmen.
Brox engagierte sich bei Pax Christi und wandte sich gegen die Wiederaufarbeitungsanlage Wackersdorf (WAA). Er unterstützte den christlichen Widerstand gegen die WAA am Franziskus-Marterl.
1993 wurde Brox in die Bayerische Akademie der Wissenschaften berufen.
Brox war Mitherausgeber des Evangelisch-Katholischen Kommentars, des Kommentar zu den Apostolischen Vätern, des Kommentar zu frühchristlichen Apologeten sowie der Quellensammlung Fontes Christiani. Für Letztere übersetzte er das Gesamtwerk des Theologen Irenäus von Lyon, darunter sein Hauptwerk Adversus haereses. Brox schrieb auch den Artikel über Irenäus von Lyon für das Reallexikon für Antike und Christentum.
Norbert Brox war seit 1962 verheiratet und hatte aus seiner Ehe zwei Kinder.

## Werke
- Zeuge und Märtyrer. Untersuchungen zur frühchristlichen Zeugnis-Terminologie (= Studien zum Alten und Neuen Testament. Band 5). Kösel, München 1961.
- Die Briefe an Timotheus und Titus (= Kleiner Kommentar: Neues Testament. Band 13). Katholisches Bibelwerk, Stuttgart 1964 (3. Auflage, ebenda 1967; 4. Auflage, ebenda 1971).
- Paulus und seine Verkündigung (= Schriften zur Katechetik. Band 6). Kösel, München 1966 (englische Übersetzung 1968).
- Offenbarung, Gnosis und gnostischer Mythos bei Irenäus von Lyon. Zur Charakteristik der Systeme (= Salzburger patristische Studien. Band 1). Pustet, Salzburg/München 1966.
- Der Glaube als Zeugnis (Kleine Schriften zur Theologie). Kösel, München 1966.
- Die Hoffnung des Christen. Veritas-Verlag, Wien/Linz/Passau 1967 (niederländische Übersetzung 1968).
- Der Glaube als Weg. Nach biblischen und altchristlichen Texten. Pustet, München/Salzburg 1968.
- Die Pastoralbriefe (= Regensburger Neues Testament. Band 7/2). 4., völlige neu bearbeitete Auflage, Pustet, Regensburg 1969 (5., durchgesehene und erweiterte Auflage, ebenda 1989, ISBN 3-7917-0140-1; italienische Übersetzung 1970 – die Auflagen vor 1969 stammten nicht von Brox).
- Falsche Verfasserangaben. Zur Erklärung der frühchristlichen Pseudepigraphie (= Stuttgarter Bibelstudien. Band 79). Katholisches Bibelwerk, Stuttgart 1975, ISBN 3-460-03791-1.
- als Herausgeber: Pseudepigraphie in der heidnischen und jüdisch-christlichen Antike (= Wege der Forschung. Band 484). Wissenschaftliche Buchgesellschaft, Darmstadt 1977, ISBN 3-534-07061-5.
- Der erste Petrusbrief (= Evangelisch-Katholischer Kommentar. Band 21). Benziger/Neukirchener, Zürich/Einsiedeln 1979, ISBN 3-545-23108-9 (Benziger) und ISBN 3-7887-0577-9 (Neukirchener) (2., durchgesehene und ergänzte Auflage, ebenda 1986, ISBN 3-545-23115-1 (Benziger) und ISBN 3-7887-1257-0 (Neukirchener); 3., durchgesehene Auflage, ebenda 1989; 4., durchgesehene und um Literatur ergänzte Auflage, ebenda 1994; Lizenzausgabe für die DDR, St.-Benno-Verlag, Leipzig 1986 und 1988; spanische Übersetzung 1994).
- Kirchengeschichte des Altertums (= Leitfaden Theologie. Band 8). Patmos, Düsseldorf 1983, ISBN 3-491-77905-7 (2. Auflage, ebenda 1986; 3. Auflage, ebenda 1989; 4. Auflage, ebenda 1992; 5. Auflage, ebenda 1995; Neuauflage, ebenda 2004, ISBN 3-491-69063-3; Neuauflage, ebenda 2008, ISBN 978-3-491-70418-3; spanische Übersetzung 1986; englische Übersetzung 1992 und 1995).
- Erleuchtung und Wiedergeburt. Aktualität der Gnosis. Kösel, München 1989, ISBN 3-466-20311-2.
- Der Hirt des Hermas. Übersetzt und erklärt (= Kommentar zu den Apostolischen Vätern. Band 7). Vandenhoeck & Ruprecht, Göttingen 1991, ISBN 3-525-51674-6.
- Irenäus von Lyon. Griechisch, lateinisch, deutsch. Übersetzt und eingeleitet (= Fontes Christiani. Band 8). 5 Teilbände, Herder, Freiburg im Breisgau 1993–2001, ISBN 3-451-22125-X (Teilband 1), ISBN 3-451-22126-8 (Teilband 2), ISBN 3-451-22127-6 (Teilband 3), ISBN 3-451-22128-4 (Teilband 4), ISBN 3-451-22129-2 (Teilband 5).
- Terminologisches zur frühchristlichen Rede von Gott (= Bayerische Akademie der Wissenschaften, Philosophisch-Historische Klasse: Sitzungsberichte. Jahrgang 1996, Heft 1). C. H. Beck, München 1996, ISBN 3-7696-1585-9 (PDF).
- Das Frühchristentum. Schriften zur historischen Theologie. Herder, Freiburg im Breisgau 2000, ISBN 3-451-26279-7.
- Der Glaube als Weg und als Zeugnis. Nach biblischen und altchristlichen Zeugnissen. Herausgegeben von Ferdinand R. Prostmeier und Knut Wenzel. Matthias-Grünewald-Verlag, Ostfildern 2010, ISBN 978-3-7867-2813-9.